# Аерокосмічна академія України
Аерокосмічна академія України (АКАУ) — громадська організація, що об'єднує фахівців космічної галузі України. 
Створена у серпні 1992 у Києві. Президент — В. Кирилюк (від 1998). 
АКАУ:
- координує аерокосмічні дослідження;
- сприяє розвитку авіаційної та ракетно-космічної техніки;
- видає наукову, навчально-методичну та довідкову літературу.

АКАУ має 12 відділень. Серед її членів — 29 докторів і 118 кандидатів наук; колективні члени — 72 українських підприємства аерокосмічної галузі та навчальні заклади, 19 закордонних установ. 
1994 року - Академія видала два випуски «Вісника АКАУ», 1995 року – два випуски «Авіазустрічі».